# 인서트 (영화 기법)
인서트 (insert)는 영화에서 마스터샷과는 다른 각도와 거리에서 포커싱하여 촬영한 샷으로 신 (scene)을 이룬다. 인서트는 마스터샷에서 이미 다뤄진 동작을 한번 더 다루지만, 프레임이 다르기 때문에 해당 동작의 다른 측면을 강조하는 용도로 쓰인다. 마스터샷에서 다루지 않는 동작을 다루는 컷어웨이와는 다른 개념이다.
인서트 샷이면서 배우의 얼굴을 비추고 있는 경우에는, 그 샷이 담고 있는 인물의 범위에 따라 클로즈업, 헤드샷, 니샷, 투샷이라는 정확한 용어로 대체하여 부른다. 따라서 '인서트 샷'이라는 용어는 사물 내지는 얼굴 이외의 신체 부위를 담고 있는 경우로 제한되어 쓰인다. 이런 부류의 인서트 샷은 주요 액션과 별개로 보조 감독이 대역을 활용하여 제작이 이뤄지는 경우가 많다. 
인서트와 컷어웨이 모두 특정 개체를 메인 테이크와 동일한 모습대로 배치하고, 조명도 동일하게 유지하며, 연속성 유지를 위해 주의를 기울일 필요가 있기 때문에 감독 입장에서는 번거로운 작업으로 여겨지기도 한다.
1975년 존 바이럼 감독의 영화 <인서트>에서는 리처드 드라이퍼스를 주인공으로 포르노 영화 업계를 다루고 있다. 이 때 영화의 제목이 이중적인 의미로 붙여졌는데, 성관계에서의 '삽입'과 함께 영화 기법으로서의 '인서트'를 모두 담고 있다.

## 같이 보기
- 컷어웨이